# مقاطعة ساغينو (ميشيغان)
مقاطعة ساغينو (بالإنجليزية: Saginaw County, Michigan)‏ هي إحدى مقاطعات ولاية ميشيغان في الولايات المتحدة. ، بلغ عدد سكانها 200169 نسمة في عام 2010 حسب إحصاء مكتب تعداد الولايات المتحدة وتصل الكثافة السكانية فيها 100 نسمة/كم2.

## أعلام
- أغنيس إي. ولز

## وصلات خارجية
- United States Counties